# Publi Ostori Escàpula
Publi Ostori Escàpula (en llatí: Publius Ostorius Scapula) va ser un magistrat romà del segle i.
Segons els Fasti va ser cònsol sufecte l'any 46 i governador romà de Britànnia, on va succeir a Aulus Plauci, vers el 50, amb títol de propretor. Va fer la guerra contra diverses tribus bretones, entre les quals els silurs, el rei dels quals, Caratac, va fer presoner a la batalla de Caer Caradoc i va enviar carregat de cadenes a Roma.
Va rebre per aquesta causa les insígnies triomfals, però va morir poc després a Britànnia pel cansament i l'angoixa provocat per les guerres.

## Orígens
Publi Ostori Escàpula era probablement el fill de Quint Ostori Escàpula, el primer comandant de la Guàrdia Pretoriana designat per August i més tard Prefecte de la Província romana d'Egipte. Poc se sap de la seva carrera, a part que va ser Cònsol sufecte l'any 46.

## Governador a Britànnia
L'hivern del 47, l'emperador Claudi li donava el càrrec de governador de la recentment conquerida Britànnia, succeint Aulus Plauci. Quan va arribar a l'illa, el sud i l'est estaven relativament sota control romà i s'havien pactat aliances amb tribus veïnes, però altres tribus encara estaven aixecades en armes i creient que el nou governador no els atacaria durant l'hivern, van atacar i saquejar algunes posicions romanes.
Ostori va respondre immediatament i amb força, sense donar-los temps a organitzar-se ni reagrupar-se, declarant la seva intenció de desarmar tots els Britons al sud i l'est dels rius Trent i Severn, frontera marcada per la Via romana coneguda com a Fosse Way.
Els Icens, una tribu de Norfolk aliats dels Romans, s'oposaren a aquest pla i es rebel·laren, però Ostori els va derrotar ocupant la fortificació de Stonea Camp. El seu fill, Marc Ostori Escàpula, va guanyar la Corona cívica per salvar la vida de ciutadans romans durant la lluita. Malgrat tot, els Icens van seguir independents de Roma, si bé és probable que Prasútag fos escollit rei, amb el vistiplau dels Romans.
Vençuda la rebel·lió, Ostori va llençar una campanya contra els Deceangles, tribu del nord de Gal·les, l'any 48. Malgrat tot, va haver de retornar amb urgència per esclafar una nova rebel·lió, aquest cop dels Brigants. Aquests foren ràpidament subjugats, però es va posar en evidència la fragilitat de les aliances existents amb les diferents tribus i pobles de Britànnia. Ostori va deixar part de la Legió XIV Gèmina en la regió dels Brigants, mentre la Legió II Augusta controlava el sud-est i la Legió IX Hispana acampava a l'est del riu Trent. La Legió XX Valèria Victrix estava a Colchester i la resta de la Legió XIV tenia la base a Wroxeter.
Ostori va fundar la primera colònia per legionaris veterans a Camulodunum (modern Colchester) l'any 49 i probablement també va establir un Municipi romà a Verulàmium (St Albans).
Mentrestant, Caratac, que havia estat derrotat durant les primeres fases de la conquesta romana, va reaparèixer liderant els Silurs, al sud-est de Gal·les. La seva rebel·lió va ser controlada aixecant una sèrie de fortificacions de legionaris que obligaren a Caratac a desviar-se al nord, fins a les terres dels Ordòvics. Allí, Ostori el va obligar a lluitar la batalla de Caer Caradoc, en camp obert, on els legionaris esclafaren els rebels.
La família de Caratac va caure presonera, però ell va aconseguir escapar i demanar refugi a Cartimandua, reina dels Brigants, però aquesta va restar fidel a Ostori i el va entregar carregat de cadenes.
Després de la batalla, Ostori va guanyar les insígnies triomfals, però la província seguia bastant inestable, especialment per part dels Silurs, a qui Ostori considerava tan perillosos que només podien ser exterminats o deportats.

## Mort
Ostori va morir inesperadament l'any 52, segons Tàcit desgastat pels problemes de la guerra, deixant les fronteres de la província submergides en un mar de problemes. Els silurs derrotaren una legió comandada per Gai Manli Valent, abans que Aulus Didi Gal fos designat com nou governador. La pau no arribaria fins 25 anys més tard, sota el govern de Sext Juli Frontí.